# Markus König
Markus König (* 5. Juni 1971 in Langenhagen) ist ein deutscher Diplom-Bauingenieur und Hochschulprofessor für Bauinformatik an der Ruhr-Universität Bochum.
Er ist im Gebiet der Bauinformatik tätig und maßgeblich an der Implementierung von Building Information Modeling in Deutschland beteiligt.

## Leben
Markus König studierte von 1990 bis 1996 an der Universität Hannover Bauingenieurwesen mit der Vertiefung Angewandte Informatik. Er war von 1998 bis 2003 wissenschaftlicher Mitarbeiter am Institut für Bauinformatik der Universität Hannover und promovierte 2003 zu dem Thema "Ein Prozeßmodell für die kooperative Gebäudeplanung". Von 2004 bis 2009 war er Juniorprofessor für Theoretische Methoden des Projektmanagements an der Bauhaus-Universität Weimar. Seit dem 1. Oktober 2009 hat Markus König die Professur am Lehrstuhl für Informatik im Bauwesen an der Ruhr-Universität Bochum inne.

## Aktivitäten
Markus König beschäftigte sich bereits in der Dissertation mit der kooperativen Gebäudeplanung und Produktmodellen als Grundlage des Building Information Modeling und erkannte das Potential für die Bauwirtschaft. In Forschung, Lehre und im Wissenstransfer hat er sich in einer Vielzahl von Projekten intensiv mit der Digitalisierung des Bauwesens und dem Building Information Modeling auseinandergesetzt.
Markus König ist stellvertretender Gesamtprojektleiter des Zentrums für die Digitalisierung des Bauwesens BIM Deutschland. Er war Mitglied der Expertengruppe zur Entwicklung des Stufenplans „Digitales Planen und Bauen“ des Bundesministeriums für Verkehr und digitale Infrastruktur (BMVI), war Projektleiter der ARGE InfraBIM zur wissenschaftlichen Begleitung der ersten BIM-Pilotprojekte des Bundesministeriums für Verkehr und digitale Infrastruktur (BMVI), ist stellvertretender Projektleiter der ARGE BIM4INFRA 2020 zur Umsetzung des Stufenplans „Digitales Planen und Bauen“ des BMVI, ist Projektleiter der ARGE BIM4RAIL zur wissenschaftlichen Begleitung von Pilotprojekten zur Anwendung von BIM im Schienenwegebau und ist stellvertretender Projektleiter der Begleitforschung zu den BIM-Pilotprojekten des Bundesministeriums des Innern, für Bau und Heimat (BMI). Er ist Autor von mehr als 150 Fachpublikationen zum Thema Digitalisierung im Bauwesen sowie Dozent in Weiterbildungskursen der RUB Akademie (Ruhr-Universität Bochum).
Markus König war von 2012 bis 2016 Vorsitzender des Arbeitskreises Bauinformatik und veröffentlichte in diesem Rahmen das erste nationale BIM-Curriculum für deutsche Universitäten. Er ist darüber hinaus in der Politik als Experte für die Digitalisierung des Bauwesens anerkannt.

## Ehrungen und Auszeichnungen
Im März 2017 erhielt Markus König den Preis der Bauindustrie Niedersachsen-Bremen für die „Verdienste bei der Entwicklung und Einführung des digitalen Bauens in Deutschland“.
Im November 2020 erhielt er die Konrad-Zuse-Medaille für Verdienste um die Informatik im Bauwesen für die „Implementierung von Building Information Modelings“.

## Veröffentlichungen
- Markus König: Ein Prozeßmodell für die kooperative Gebäudeplanung. In: Berichte aus der Bauinformatik. 1. Auflage. Shaker Verlag, Aachen 2004, ISBN 978-3-8322-2970-2, S. 204.
- André Borrmann, Markus König, Christian Koch, Jakob Beetz (Hrsg.): Building Information Modeling: Technologische Grundlagen und industrielle Praxis. 1. Auflage. Springer Vieweg, Wiesbaden 2015, ISBN 978-3-658-05606-3.
- André Borrmann, Markus König, Christian Koch, Jakob Beetz (Hrsg.): Building Information Modeling: Technology Foundations and Industry Practice. 1. Auflage. Springer, Cham 2018, ISBN 978-3-319-92862-3.